# Conus caerulescens
Conus caerulescens é uma espécie de gastrópode do gênero Conus, pertencente a família Conidae.